# Bersama oligoneura
Bersama oligoneura är en tvåhjärtbladig växtart som beskrevs av Wilhelm Georg Baptist Alexander von Brehmer. Bersama oligoneura ingår i släktet Bersama och familjen Melianthaceae. Inga underarter finns listade i Catalogue of Life.